# Картозио
Карто̀зио (на италиански: Cartosio; на пиемонтски: Cartòs, Картос) е село и община в Северна Италия, провинция Алесандрия, регион Пиемонт. Разположено е на 230 m надморска височина. Населението на общината е 747 души (към 2015 г.).